# Biegi narciarskie na Mistrzostwach Świata w Narciarstwie Klasycznym 1989
Zawody w biegach narciarskich na XXIV Mistrzostwach świata w narciarstwie klasycznym odbyły się w dniach 17–26 lutego 1989 w fińskim Lahti.

## Wyniki zawodów

### Mężczyźni

#### 15 km techniką dowolną
- Data 20 lutego 1989

| Medal | Zawodnik            | Narodowość | Wynik   |
| ----- | ------------------- | ---------- | ------- |
|       | Gunde Svan          | Szwecja    | 40:39,6 |
|       | Torgny Mogren       | Szwecja    | 41:02,9 |
|       | Lars Håland         | Szwecja    | 41:10,3 |
| 4     | Aleksiej Prokurorow | ZSRR       | 41:12,9 |
| 5     | Jari Räsänen        | Finlandia  | 41:22,1 |
| 6     | Jochen Behle        | RFN        | 41:26,6 |
| 7     | Kazunari Sasaki     | Japonia    | 41:29,1 |
| 8     | Giachem Guidon      | Szwajcaria | 41:34,9 |
| 9     | Holger Bauroth      | NRD        | 41:37,4 |
| 10    | Silvano Barco       | Włochy     | 41:42,5 |
| ...   |                     |            |         |
| 40    | Andrzej Krygowski   | Polska     | 44:05,4 |

#### 15 km techniką klasyczną
- Data 22 lutego 1989

| Medal | Zawodnik                | Narodowość     | Wynik   |
| ----- | ----------------------- | -------------- | ------- |
|       | Harri Kirvesniemi       | Finlandia      | 42:40,7 |
|       | Pål Gunnar Mikkelsplass | Norwegia       | 42:44,0 |
|       | Vegard Ulvang           | Norwegia       | 43:08,4 |
| 4     | Aki Karvonen            | Finlandia      | 43:17,8 |
| 5     | Thomas Eriksson         | Szwecja        | 43:23,5 |
| 6     | Gunde Svan              | Szwecja        | 43:26,6 |
| 7     | Lars Håland             | Szwecja        | 43:29,1 |
| 8     | Václav Korunka          | Czechosłowacja | 43:38,1 |
| 8     | Oddvar Brå              | Norwegia       | 43:44,2 |
| 10    | Władimir Smirnow        | ZSRR           | 43:55,2 |
| ...   |                         |                |         |
| 54    | Andrzej Krygowski       | Polska         | 47:44,1 |

#### 30 km techniką klasyczną
- Data 18 lutego 1989

| Medal | Zawodnik                | Narodowość | Wynik     |
| ----- | ----------------------- | ---------- | --------- |
|       | Władimir Smirnow        | ZSRR       | 1:24:56,9 |
|       | Vegard Ulvang           | Norwegia   | 1:25:03,6 |
|       | Christer Majbäck        | Szwecja    | 1:25:09,8 |
| 4     | Harri Kirvesniemi       | Finlandia  | 1:25:36,6 |
| 5     | Uwe Bellmann            | NRD        | 1:25:53,0 |
| 6     | Aleksiej Prokurorow     | ZSRR       | 1:26:03,5 |
| 7     | Marco Albarello         | Włochy     | 1:26:25,6 |
| 8     | Jochen Behle            | RFN        | 1:26:35,8 |
| 9     | Torgny Mogren           | Szwecja    | 1:26:38,1 |
| 10    | Pål Gunnar Mikkelsplass | Norwegia   | 1:26:41,1 |
| ...   |                         |            |           |
| 53    | Andrzej Krygowski       | Polska     | 1:35:24,7 |

#### 50 km techniką dowolną
- Data 26 lutego 1989

| Medal | Zawodnik            | Narodowość | Wynik     |
| ----- | ------------------- | ---------- | --------- |
|       | Gunde Svan          | Szwecja    | 2:15:24,9 |
|       | Torgny Mogren       | Szwecja    | 2:16:09,2 |
|       | Aleksiej Prokurorow | ZSRR       | 2:16:18,8 |
| 4     | Lars Håland         | Szwecja    | 2:16:45,7 |
| 5     | Igor Badamszyn      | ZSRR       | 2:17:33,5 |
| 6     | Timo Kuorelahti     | Finlandia  | 2:17:36,5 |
| 7     | Maurilio De Zolt    | Włochy     | 2:18:58,8 |
| 8     | Al Pilcher          | Kanada     | 2:19:05,7 |
| 9     | Thomas Eriksson     | Szwecja    | 2:19:55,8 |
| 10    | Giachem Guidon      | Szwajcaria | 2:20:11,5 |

#### Sztafeta 4×10km
- Data 24 lutego 1989

| Medal | Zawodnik                                                               | Narodowość     | Wynik     |
| ----- | ---------------------------------------------------------------------- | -------------- | --------- |
|       | Christer Majbäck Gunde Svan Lars Håland Torgny Mogren                  | Szwecja        | 1:40:12,3 |
|       | Aki Karvonen Harri Kirvesniemi Kari Ristanen Jari Räsänen              | Finlandia      | 1:40:16,6 |
|       | Ladislav Švanda Martin Petrásek Radim Nyč Václav Korunka               | Czechosłowacja | 1:40:13,7 |
| 4     | Arild Monsen Pål Gunnar Mikkelsplass Terje Langli Vegard Ulvang        | Norwegia       | 1:40:14,1 |
| 5     | Siergiej Kiczkin Władimir Smirnow Władimir Sachnow Aleksiej Prokurorow | ZSRR           | 1:40:26,4 |
| 6     | Torald Rein Uwe Bellmann Jens Lautner Holger Bauroth                   | NRD            | 1:41:54,3 |
| 7     | Marco Albarello Giorgio Vanzetta Christian Saurer Silvano Barco        | Włochy         | 1:42:31,4 |
| 8     | Patrick Rémy Olivier Bulle Jean-Luc Thomas Claude Pierrat              | Francja        | 1:42:50,9 |

### Kobiety

#### 10 km techniką dowolną
- Data 17 lutego 1989

| Medal | Zawodniczka          | Narodowość     | Wynik   |
| ----- | -------------------- | -------------- | ------- |
|       | Jelena Välbe         | ZSRR           | 27:04,5 |
|       | Marjo Matikainen     | Finlandia      | 27:36,7 |
|       | Tamara Tichonowa     | ZSRR           | 27:58,8 |
| 4     | Alžběta Havrančíková | Czechosłowacja | 28:11,3 |
| 5     | Nina Gawriluk        | Włochy         | 28:18,0 |
| 6     | Marianne Dahlmo      | Norwegia       | 28:24,4 |
| 7     | Manuela Di Centa     | Włochy         | 28:28,6 |
| 8     | Łarisa Łazutina      | ZSRR           | 28:30,2 |
| 9     | Gabriele Heß         | NRD            | 28:32,5 |
| 10    | Stefania Belmondo    | Włochy         | 28:36,6 |
| ...   |                      |                |         |
| 37    | Małgorzata Ruchała   | Polska         | 30:25,2 |
| 38    | Bernadeta Bocek      | Polska         | 30:25,5 |
| 45    | Halina Nowak         | Polska         | 31:16,0 |
| 49    | Katarzyna Popieluch  | Polska         | 31:43,2 |

#### 10 km techniką klasyczną
- Data 19 lutego 1989

| Medal | Zawodniczka             | Narodowość | Wynik   |
| ----- | ----------------------- | ---------- | ------- |
|       | Marja-Liisa Kirvesniemi | Finlandia  | 29:19,0 |
|       | Pirkko Määttä           | Finlandia  | 30:12,2 |
|       | Marjo Matikainen        | Finlandia  | 30:12,9 |
| 4     | Julija Szamszurina      | ZSRR       | 30:23,8 |
| 5     | Raisa Smietanina        | ZSRR       | 30:27,6 |
| 6     | Jelena Välbe            | ZSRR       | 30:28,7 |
| 7     | Tuulikki Pyykkönen      | Finlandia  | 30:33,8 |
| 8     | Manuela Di Centa        | Włochy     | 30:41,3 |
| 9     | Inger Helene Nybråten   | Norwegia   | 30:49,0 |
| 10    | Vida Vencienė           | ZSRR       | 30:50,9 |
| ...   |                         |            |         |
| 26    | Małgorzata Ruchała      | Polska     | 32:15,9 |
| 38    | Katarzyna Popieluch     | Polska     | 32:59,5 |
| 40    | Jolanta Sokołowska      | Polska     | 33:17,3 |

#### 15 km techniką klasyczną
- Data 21 lutego 1989

| Medal | Zawodniczka             | Narodowość | Wynik   |
| ----- | ----------------------- | ---------- | ------- |
|       | Marjo Matikainen        | Finlandia  | 47:46,6 |
|       | Marja-Liisa Kirvesniemi | Finlandia  | 47:48,6 |
|       | Pirkko Määttä           | Finlandia  | 48:20,8 |
| 4     | Raisa Smietanina        | ZSRR       | 48:54,9 |
| 5     | Anne Jahren             | Norwegia   | 49:00,5 |
| 6     | Tuulikki Pyykkönen      | Finlandia  | 49:31,0 |
| 7     | Julija Szamszurina      | ZSRR       | 49:42,5 |
| 8     | Inger Helene Nybråten   | Norwegia   | 49:47,5 |
| 9     | Łarisa Łazutina         | ZSRR       | 49:57,9 |
| 10    | Marit Wold              | Norwegia   | 50:11,5 |
| ...   |                         |            |         |
| 22    | Katarzyna Popieluch     | Polska     | 52:31,9 |
| 23    | Jolanta Sokołowska      | Polska     | 52:34,2 |
| 27    | Małgorzata Ruchała      | Polska     | 52:57,4 |

#### 30 km techniką dowolną
- Data 25 lutego 1989

| Medal | Zawodnik                | Narodowość     | Wynik     |
| ----- | ----------------------- | -------------- | --------- |
|       | Jelena Välbe            | ZSRR           | 1:29:59,7 |
|       | Łarisa Łazutina         | ZSRR           | 1:30:07,7 |
|       | Marjo Matikainen        | Finlandia      | 1:30:30,6 |
| 4     | Alžběta Havrančíková    | Czechosłowacja | 1:30:39,9 |
| 5     | Manuela Di Centa        | Włochy         | 1:30:46,3 |
| 6     | Marianne Dahlmo         | Norwegia       | 1:31:23,0 |
| 7     | Vida Vencienė           | ZSRR           | 1:32:00,6 |
| 8     | Marja-Liisa Kirvesniemi | Finlandia      | 1:32:16,0 |
| 9     | Marie-Helene Westin     | Szwecja        | 1:32:52,0 |
| 10    | Magdalena Wallin        | Szwecja        | 1:32:53,2 |
| ...   |                         |                |           |
| 25    | Małgorzata Ruchała      | Polska         | 1:36:08,7 |
| 34    | Katarzyna Popieluch     | Polska         | 1:38:19,8 |

#### Sztafeta 4×5km
- Data 24 lutego 1989

| Medal | Zawodniczki                                                               | Narodowość     | Wynik   |
| ----- | ------------------------------------------------------------------------- | -------------- | ------- |
|       | Pirkko Määttä Marja-Liisa Kirvesniemi Jaana Savolainen Marjo Matikainen   | Finlandia      | 54:49,8 |
|       | Julija Szamszurina Raisa Smietanina Tamara Tichonowa Jelena Välbe         | ZSRR           | 54:56,9 |
|       | Inger Helene Nybråten Anne Jahren Nina Skeime Marianne Dahlmo             | Norwegia       | 55:52,3 |
| 4     | Karin Svingstedt Magdalena Wallin Anna-Lena Fritzon Marie-Helene Westin   | Szwecja        | 56:29,3 |
| 5     | Ľubomíra Balážová Zora Simčáková Anna Janoušková Alžbeta Havrančíková     | Czechosłowacja | 57:55,1 |
| 6     | Gabriella Carrel Stefania Belmondo Elena Desideri Manuela Di Centa        | Włochy         | 58:30,6 |
| 7     | Silvia Honegger Myrtha Fäsler Marianne Irniger Evi Kratzer                | Szwajcaria     | 58:37,0 |
| 8     | Angela Schmidt-Foster Lorna Sasseville Lisa Patterson Marie-Andrée Masson | Kanada         | 58:43,2 |
| ...   |                                                                           |                |         |
| 12    | Katarzyna Popieluch Małgorzata Ruchała Halina Nowak Bernadeta Bocek       | Polska         | 59:38,0 |

## Klasyfikacja medalowa dla konkurencji biegowych MŚ
| Pozycja | Państwo        | złoto | srebro | brąz | razem |
| ------- | -------------- | ----- | ------ | ---- | ----- |
| 1.      | Finlandia      | 4     | 4      | 3    | 11    |
| 2.      | ZSRR           | 3     | 2      | 2    | 7     |
| 3.      | Szwecja        | 2     | 2      | 3    | 7     |
| 4.      | Norwegia       | 0     | 2      | 2    | 4     |
| 5.      | Czechosłowacja | 0     | 0      | 1    | 1     |